# Šárka (Janáček)
Šárka è un'opera in tre atti di Leoš Janáček su libretto in lingua ceca di Julius Zeyer, basato sulla leggenda boema di Šárka (La guerra delle amazzoni) presente per la prima volta nell'antico manoscritto Cronaca di Dalimil. Composta nel 1887, l'opera non venne rappresentata per molti anni e poi messa in scena la prima volta al Divadlo na Hradbách (oggi  Mahen Theatre) di Brno l'11 novembre 1925 in occasione del settantesimo compleanno di Janáček.

## Storia
Il compositore non completò mai il lavoro che era stata la sua prima opera lirica, ma, dopo il successo delle sue altre opere, Šárka venne rivista e completata dal suo allievo Osvald Chlubna a cui era stato dato l'incarico, in previsione di una eventuale pubblicazione dell'opera.
Nel 2000, Jiří Zahrádka creò una nuova versione dell'opera e ne venne fatta una registrazione, diretta da sir Charles Mackerras con l'Orchestra Filarmonica Ceca ed Eva Urbanova nel ruolo della protagonista, di cui l'anno successivo fu pubblicato un album (Supraphon SU 3485-2-631).

## Ruoli
| Ruolo   | Voce          | Cast della prima esecuzione,11 novembre 1925 (Direttore: František Neumann) |
| ------- | ------------- | --------------------------------------------------------------------------- |
| Castava | contralto     |                                                                             |
| Ctirad  | tenore        | Emil Olšovský                                                               |
| Hosta   | contralto     |                                                                             |
| Libina  | soprano       |                                                                             |
| Mlada   | soprano       |                                                                             |
| Premysl | baritono      | Arnold Flögl                                                                |
| Radka   | mezzosoprano  |                                                                             |
| Šárka   | soprano       | Hana Pírková                                                                |
| Svatava | soprano       |                                                                             |
| Vitoraz | basso         | Václav Valentin Shindler                                                    |
| Vlasta  | mezzo soprano |                                                                             |

## Trama
Prologo: durante il regno di Libuše le donne avevano sperimentato un periodo d'oro e la popolazione femminile era divenuta la parte privilegiata della società, ma dopo la sua morte le cose cambiarono a tal punto da provocare una rivolta che portò alla costituzione di un esercito femminile, di cui Šárka era la guerriera più feroce.
All'inizio dell'opera il morale delle truppe maschili è molto basso, ma viene innalzato dal giovane Ctirad, che custodisce la tomba di Libuše. Le donne entrano nel sepolcro, ma sono spaventate dalla comparsa di Ctirad, e giurano vendetta. Šárka progetta di intrappolare il giovane guerriero e le sue fanciulle la legano a un albero, apparentemente senza via di fuga o di difesa. Ctirad la trova e, preso da pietà, la slega, innamorandosi di lei ricambiato. Dopo aver giaciuto l'uno nelle braccia dell'altra, Šárka ricorda la sua precedente decisione e usa il corno per chiamare le compagne a uccidere Ctirad e i suoi guerrieri. Durante il funerale di Ctirad, Šárka, addolorata, si getta sulla sua pira e muore tra le fiamme. Il coro canta un lamento per gli amanti.

## Altre opere musicali su Šárka
Il compositore ceco Bedřich Smetana compose il poema sinfonico Šárka come parte della composizione Má vlast. 
Di poco posteriore a quella di Leoš Janáček è l'opera Šárka, op. 51 (1896-97) di Zdeněk Fibich